# Ловингтон
Ло́вингтон (англ. Lovington) — город в штате Нью-Мексико на юго-западе США. Административный центр округа Ли штата Нью-Мексико. По данным переписи за 2010 год число жителей города составляло 11 009 человек.

## Географическое положение
По данным Бюро переписи населения США город имеет общую площадь в 4,8 квадратной мили (12,43 км2).

## История
Ловингтон был основан в начале XX века. В 1908 году появился первый магазин. В 1917 году был создан округ Ли, и Ловингтон стал его административным центром. В первые годы город был преимущественно сельскохозяйственным центром. В 1928 году в округе нашли нефть. В 1950 году в 20 км от Ловингтона нашли месторождение Дентон-Пул, что значительно изменило экономику города. В последние годы начала развиваться молочная промышленность города.

## Население
| Год переписи | Нас.  |  | %±     |
| ------------ | ----- |  | ------ |
| 1920         | 411   |  | —      |
| 1930         | 961   |  | 133,8% |
| 1940         | 1916  |  | 99,4%  |
| 1950         | 3134  |  | 63,6%  |
| 1960         | 9660  |  | 208,2% |
| 1970         | 8915  |  | −7,7%  |
| 1980         | 9727  |  | 9,1%   |
| 1990         | 9322  |  | −4,2%  |
| 2000         | 9471  |  | 1,6%   |
| 2010         | 11009 |  | 16,2%  |
| 2020         | 11668 |  | 6%     |

По данным переписи 2010 года население Ловингтона составляло 11 009 человек (из них 50,0 % мужчин и 50,0 % женщин), в городе было 3572 домашних хозяйства и 2719 семей. На территории города было расположено 3956 построек со средней плотностью 319 построек на один квадратный километр суши. Расовый состав: белые — 66,9 %, афроамериканцы — 2,4 %, азиаты — 0,4 %, коренные американцы — 1,5 % и представители двух и более рас — 2,6 %. 64,3 % населения были латиноамериканцами.
Население города по возрастному диапазону по данным переписи 2010 года распределилось следующим образом: 31,7 % — жители младше 18 лет, 4,5 % — между 18 и 21 годами, 53,0 % — от 21 до 65 лет и 10,8 % — в возрасте 65 лет и старше. Средний возраст населения — 29,9 лет. На каждые 100 женщин в Ловингтоне приходилось 100,1 мужчин, при этом на 100 совершеннолетних женщин приходилось 100,1 мужчин сопоставимого возраста.
Из 3572 домашних хозяйств 76,1 % представляли собой семьи: 54,6 % совместно проживающих супружеских пар (27,5 % с детьми младше 18 лет); 14,5 % — женщины, проживающие без мужей и 7,0 % — мужчины, проживающие без жён. 23,9 % не имели семьи. В среднем домашнее хозяйство ведут 2,99 человека, а средний размер семьи — 3,46 человека. В одиночестве проживали 21,3 % населения, 9,7 % составляли одинокие пожилые люди (старше 65 лет).

## Экономика
В 2015 году из 7847 трудоспособных жителей старше 16 лет имели работу 4456 человек. При этом мужчины имели медианный доход в 52 674 доллара США в год против 25 956 долларов среднегодового дохода у женщин. В 2014 году медианный доход на семью оценивался в 59 490 $, на домашнее хозяйство — в 51 450 $. Доход на душу населения — 20 222 $. 17,0 % от всего числа семей в Ловингтоне и 19,7 % от всей численности населения находилось на момент переписи за чертой бедности.